# The Creation (Kurzfilm)
The Creation ist ein US-amerikanischer knetanimierter Kurzfilm von Will Vinton aus dem Jahr 1981.

## Handlung
Gott fühlt sich allein, da er für nichts sorgen kann. Er schafft die Sonne mit Mond und Sternen und die Erde mit Bergen und Tälern, die durch seine Fußspuren geformt werden. Er legt die Meere und Seen an und besiedelt sie mit Tieren. Immer noch einsam in der Welt schafft er sich am Ende ein Ebenbild aus Lehm, den Menschen.

## Produktion
The Creation beruht auf dem gleichnamigen Gedicht von James Weldon Johnson, das im Film von James Earl Jones gesprochen wird. Der Film wurde durch Joan C. Gratz in Clay Painting animiert. Es war der erste Film, der in Clay Painting entstand, einer Technik, bei der gefärbte Knetmasse wie Ölfarbe behandelt wird und Formen und Farben miteinander zu verschmelzen scheinen.

## Auszeichnungen
The Creation wurde 1982 für einen Oscar in der Kategorie „Bester animierter Kurzfilm“ nominiert, konnte sich jedoch nicht gegen Crac durchsetzen.